# 193.
◄ | 1. stoljeće | 2. stoljeće | 3. stoljeće | ►
◄ | 160-ih | 170-ih | 180-ih | 190-ih | 200-ih | 210-ih | 220-ih | ►
◄◄ | ◄ | 190. | 191. | 192. | 193. | 194. | 195. | 196. | ► | ►►
Astronomija • Književnost • Kršćanstvo

## Smrti
- 28. ožujka – Pertinaks, rimski car (* 126.)
- 1. lipnja – Didije Julijan, rimski car (* 133.)

## Vanjske poveznice
|  | Zajednički poslužitelj ima još gradiva o temi 193. |